# Margecsan vára
Margecsan vára (horvátul: Utvrda Margečan) egy középkori várhely Horvátországban, Varasd megyében, az Ivanechez tartozó Margečan területén.

## Fekvése
Béla közvetlen közelében, a Cukovec-hegyen, Margečan falutól mintegy 1,5 km-re nyugatra egy középkori erőd maradványai találhatók, amelyet a környék lakói Gradišćének hívnak.

## Története
Noha a történelmi források hallgatnak az épület nevéről és eredetéről, az emberek között ma is él a hagyomány, hogy itt valamikor a templomosok, vagy a „vörös barátok” kolostora állt. A várat nagy valószínűséggel a Jeruzsálemi Szent János Lovagrend építette a 12. század végén, vagy a 13. század elején. A vár földrajzi elhelyezkedése ugyan nem az Ivaneci-hegységhez, hanem a Bednja folyó túlsó partján emelkedő Varasd-Toplicai-hegységhez tartozik, történelmi értelemben mégis szorosan kapcsolódik a rend nagy birtokához, amelyből később a béla-ivaneci uradalom keletkezett. Az erőd katonai szempontból kiváló stratégiai helyen volt, mert ellenőrizte az átjárást Ivanec és Béla között a Bednja-folyó völgyének ezen a részén, amely éppen itt, az erőd lábánál lép be az Ivaneci-hegység északi lejtői és a Varasd-Toplicai-hegység közé.

## A vár mai állapota
A vár maradványai a Cukovec-hegy nyugati csúcsán, a Bednja-folyó medre fölött 325 m magasságban találhatók. Ez a csúcs valójában egy nagyon keskeny és hosszú fennsík, sűrű növényzettel borítva, védőfalak maradványai által határolt, három oldalról meredek lejtőkkel körülvéve, kivéve azt a keleti oldalt, ahonnan a legkönnyebb a várhoz jutni. A vár bejárata nagy valószínűséggel ezen az oldalon volt. Védőfalai egy majdnem szabályos, de rendkívül hosszúkás téglalapot zárnak le, amelynek középső része körülbelül 190 m hosszú és körülbelül 28 m széles (az erőd maximális szélessége). Nyugati és keleti védőfala lekerekített. A vár két részre oszlik. A keleti oldalon található a kb. 70 m hosszú külső vár, amely nyugati részével a belső várra támaszkodik, amelytől védőárok választja el. Ezen az árkon átkelve lépünk a vár központi részébe. A vár nyugati, legmagasabb részén egy védőtorony maradványai vannak, amelyek körülbelül 10 m szélesek és helyenként akár 2 m magassággot is elérik.